# Cheilosia borealis
Cheilosia borealis är en tvåvingeart som först beskrevs av Daniel William Coquillett 1900.  Cheilosia borealis ingår i släktet örtblomflugor, och familjen blomflugor. Inga underarter finns listade i Catalogue of Life.